# Proechimys urichi
Proechimys urichi là một loài động vật có vú trong họ Echimyidae, bộ Gặm nhấm. Loài này được J. A. Allen mô tả năm 1899.

## Hình ảnh

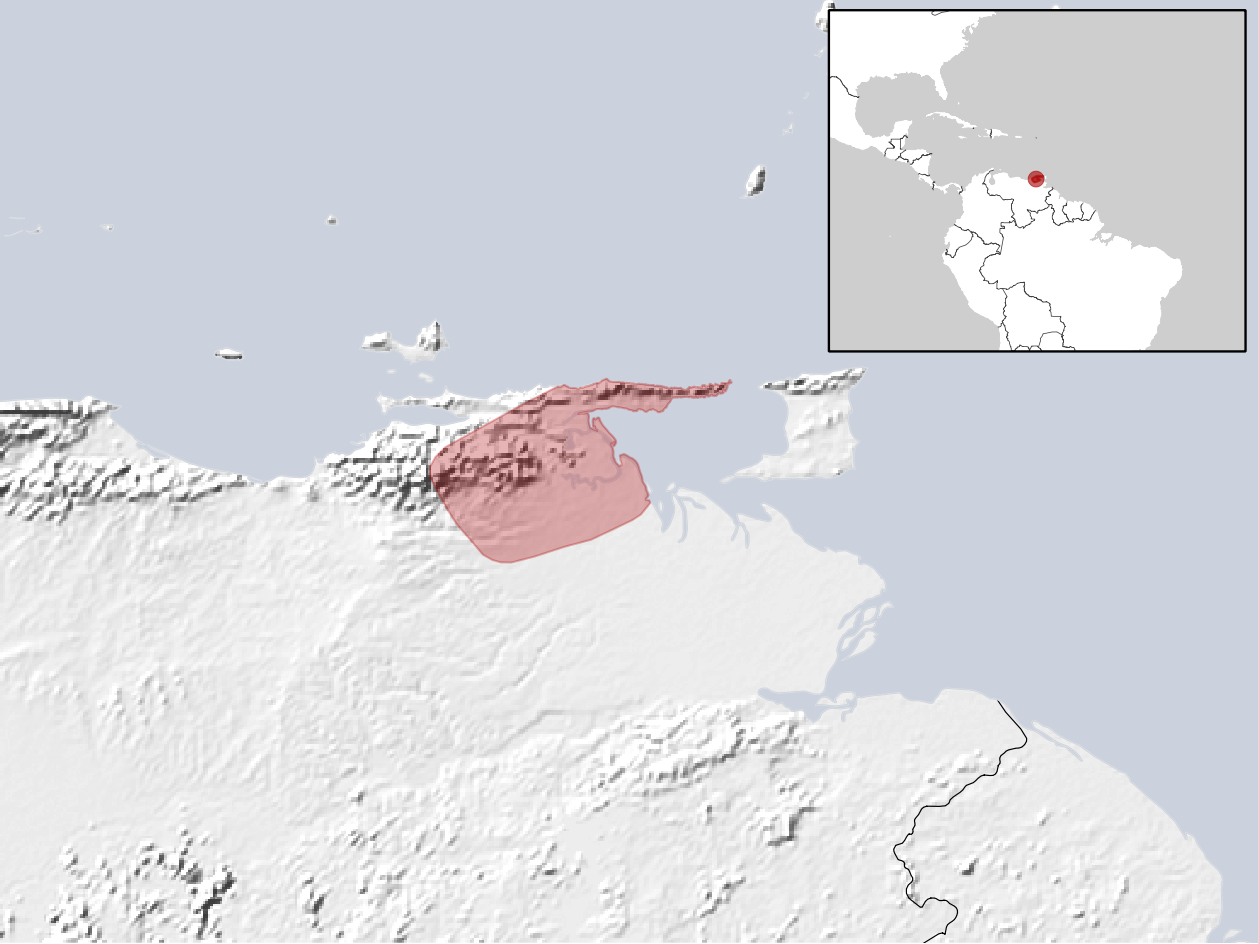